# Bruce Arnold (Musiker)
Bruce Arnold (* 31. Juli 1955 in Sioux Falls, South Dakota) ist ein amerikanischer Jazz- und Improvisationsmusiker (Gitarre, SuperCollider, Komposition).

## Leben und Wirken
Arnold begann sich während der Highschool für Jazz zu interessieren und studierte zunächst an der University of South Dakota Musik. 1976 setzte er seine Studien am Berklee College of Music fort, wo er 1980 einen Abschluss erlangte. Dann ließ er sich privat durch Jerry Bergonzi und Charlie Banacos unterrichten, wobei er sich insbesondere für das Verhältnis von Jazz und Klassischer Musik interessierte. Er lehrte zunächst am New England Conservatory, am Dartmouth College und in Berklee.
1988 zog er nach New York City; bald wurde er Mitglied des Lehrkörpers der Princeton University und begann zudem, Lehrbücher zu verfassen. Weiterhin wurde er Mitglied der dortigen Jazzszene und begann auch als Bandleader aktiv zu sein. In den 1990er Jahren gründete er das Experimentalensemble Act of Finding mit Tom Buckner, Tom Hamilton und Ratzo Harris. 1995 gründete er zudem das Ensemble Spooky Actions at a Distance, das sich vor allem mit der Interpretation klassischer Musik beschäftigte. Auf seinem ersten Album mit eigenem Namen, Blue Eleven, improvisierte er mit den Möglichkeiten der Zwölftontechnik. Er arbeitete mit Stuart Hamm, Peter Erskine, Joe Pass, Joe Lovano, Lenny Pickett, Randy Brecker, Stanley Clarke, dem Boston Symphony Orchestra und dem Absolute Ensemble unter Leitung von Kristjan Järvi. Tom Lord verzeichnet 33 Aufnahmen zwischen 1986 und 2016.

## Diskographische Hinweise
- 1994 Blue Eleven (MMC)
- 1998 A Few Dozen (Muse-eek)
- 2001 Give ’em Some (Muse-eek)
- 2004 Bruce Arnold & Olivier Ker Ourio:  Duets (Muse-eek)
- 2005 Ursel Schlicht/Bruce Arnold: String Theory (Muse-eek)[2]
- 2007 Blue Lotus
- 2009 Multiplicity
- 2010 Art of the Blues
- 2010 Heavy Mental
- 2014 Eclectic Electric Guitar Trio (Muse-eek, mit Alex Skolnick, Jane Getter)

Mit Spooky Actions
- 2002 Music of Anton Webern for Jazz Quartet (mit John Gunther, Peter Herbert, Tony Moreno)
- 2003 Songs of the Nations (mit John Gunther, Tom Buckner, Kirk Driscoll)
- 2004 Early Music (mit John Gunther, Mike Richmond, Kirk Driscoll)
- 2007 plays Arnold Schoenberg Five Piano Pieces Op. 23